# Neotenia

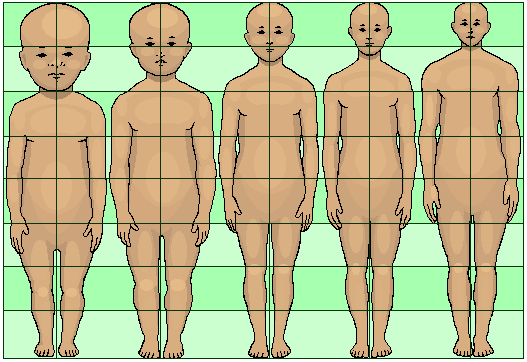
Diagramma delle proporzioni della testa e delle gambe nel corso della crescita dell'uomo. Tra i caratteri neotenici nell'adulto vi sono teste proporzionalmente grandi e gambe proporzionalmente corte.

La neotenìa è il fenomeno evolutivo per cui negli individui adulti di una specie permangono caratteristiche morfologiche e fisiologiche tipiche delle forme giovanili.

## Adattamento all'ambiente
La neotenia può essere importante per fornire un più ampio spettro di adattabilità ambientale rispetto alla specie ancestrale più specializzata.

### Riscontri empirici
La neotenia è stata osservata in tutte le famiglie di anfibi urodeli, come la salamandra, in cui sembra essere un meccanismo di sopravvivenza solo in ambienti acquatici di montagna e di collina con poco nutrimento (oligotrofia) e, in particolare, con poco iodio. Più in generale, gli individui neotenici sono avvantaggiati, nel caso di ambienti terrestri sfavorevoli. In questo modo, alcuni urodeli possono riprodursi e sopravvivere nella forma larvale, che, essendo acquatica, richiede prede di taglia spesso minore rispetto al più grosso adulto, che è terrestre e comunque carnivoro. Se le larve di salamandra ingeriscono una sufficiente quantità di iodio, sia in modo diretto sia in modo indiretto, attraverso il cannibalismo, iniziano presto la metamorfosi e si trasformano in forme adulte terrestri più grosse e con maggiori esigenze alimentari.
Infatti, in alcuni laghi di alta montagna vivono anche forme nane di salmonidi dovute, in particolare, a carenza di cibo e di iodio che causano nanismo con cretinismo da ipotiroidismo, come avviene negli esseri umani.

## Esempi

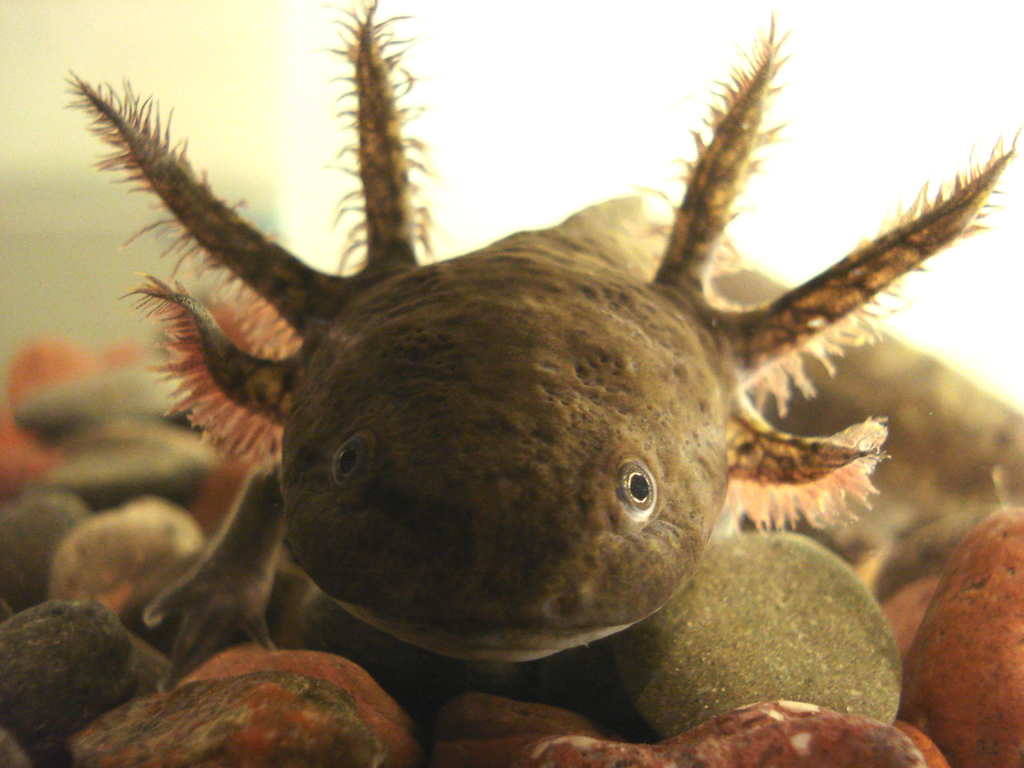
Axolotl: ben visibili la conservazione di branchie esterne in età adulta

Esempi tipici di neotenia sono alcuni anfibi axolotl e il proteo, che conservano le branchie esterne anche nelle forme adulte.
Esempio controverso sono i cani (Canis lupus familiaris) che mantengono alcune caratteristiche dei lupi (Canis lupus) di giovane età.

## Neotenia nell'uomo
Nella postulazione dell'anatomofisiologo olandese Lodewijk Bolk, condivisa anche da Stephen Jay Gould , anche l'uomo viene considerato un esempio di neotenia, in quanto ha uno sviluppo fisiologico estremamente prolungato caratterizzato tra l'altro dalla lunga maturazione del sistema nervoso centrale che dura diversi anni dopo la nascita. Caratteristica neotenica nell'uomo è la capacità di digerire il latte da adulto (questa tolleranza al lattosio non è presente in tutte le popolazioni). Gli adulti umani, inoltre, presentano proporzioni corporee più simili a quelle giovanili rispetto agli altri primati. Ulteriori segnali di neotenia nell'essere umano rispetto agli altri primati sarebbero la scarsità di pelo corporeo. Alcuni umani conservano a lungo tratti giovanili e fenomeni di neotenia psichica (da non confondere col ritardo mentale) ossia comportamenti molto più giovanili o infantili rispetto all'età reale.